# Iglesia de Santa Teresita del Niño Jesús (Timor Oriental)
La Iglesia de Santa Teresita del Niño Jesús (en portugués: Igreja Paroquial Sta. Teresinha do Menino Jesus, literalmente "Iglesia Parroquial Santa Teresita del Niño Jesús") es una iglesia católica en Ossu, Timor Oriental. Se encuentra ubicada en el distrito de Viqueque en la diócesis de Baucau.
La parroquia de Ossu se encuentra a unos 150 km de la capital, Dili. El Padre Tiago Soares da Costa es el sacerdote y los ministros de la parroquia atienden a más de 21.000 personas que viven dentro de su parroquia. El número de personas que asisten a misa los fines de semana ha crecido enormemente, de ahí la necesidad de una nueva iglesia.
Aproximadamente 1.500 personas entran dentro de la iglesia y en un domingo por la mañana hay más de 1.000 personas de pie fuera del edificio de la iglesia. No hay un sistema de sonido. La parroquia facilita muchos programas para su gente: FOSKA - un programa de formación de jóvenes, grupos de oración de adultos, el ministerio a los enfermos, y el cuidado de los que sufren de la pobreza y el hambre.
El edificio de la iglesia de Santa Teresita estaba muy deteriorado, muestra signos de los años de la guerra y la lucha por la independencia. Las pilas de rocas que rodean el edificio formaron parte de un nuevo edificio de la iglesia. Han sido llevado allí por las familias cada semana, cuando asisten a misa. Su esperanza es que estas rocas contribuyeran a los cimientos de la nueva iglesia. Hay aproximadamente 15 montones de piedras que se han movido por los fieles. Se espera que un período de 10 años se terminen las obras de remodelación.